# Harry Broadhurst

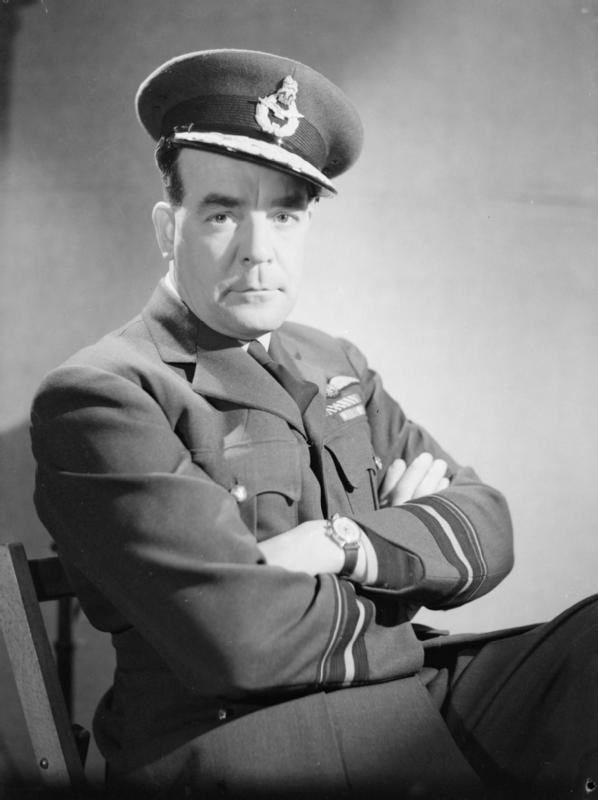
Harry Broadhurst (1944)

Sir Harry „Broady“ Broadhurst, GCB, KBE, DSO&Bar, DFC&Bar, AFC (* 28. Oktober 1905 in Frimley, Surrey, England; † 29. August 1995 in Birdham, Chichester District, West Sussex, England) war ein britischer Offizier der Royal Air Force, der während des Zweiten Weltkrieges 1943 im Alter von 38 als Acting Air Vice-Marshal jüngster Generalmajor der Luftstreitkräfte wurde. Als Generalleutnant (Air Marshal) war er nach Kriegsende zwischen 1953 und 1956 Oberkommandierender der Zweiten Taktischen Luftflotte (RAF Second Tactical Air Force) sowie von 1956 bis 1959 Oberkommandierender des Bomberkommandos (RAF Bomber Command) war. Nach seiner Beförderung zum General (Air Chief Marshal) 1957 war er zuletzt zwischen 1959 und 1961 Oberkommandierender der Alliierten Luftstreitkräfte der NATO in Mitteleuropa AAFCE (Allied Air Forces Central Europe). Im Anschluss war er als Vorstandsmitglied und Geschäftsführender Direktor für das Flugzeugbauunternehmen A.V. Roe and Company Ltd. sowie zuletzt für das Luft- und Raumfahrttechnikunternehmen Hawker Siddeley tätig.

## Leben

### Pilotenausbildung, Offizier und Zeit bis zum Zweiten Weltkrieg

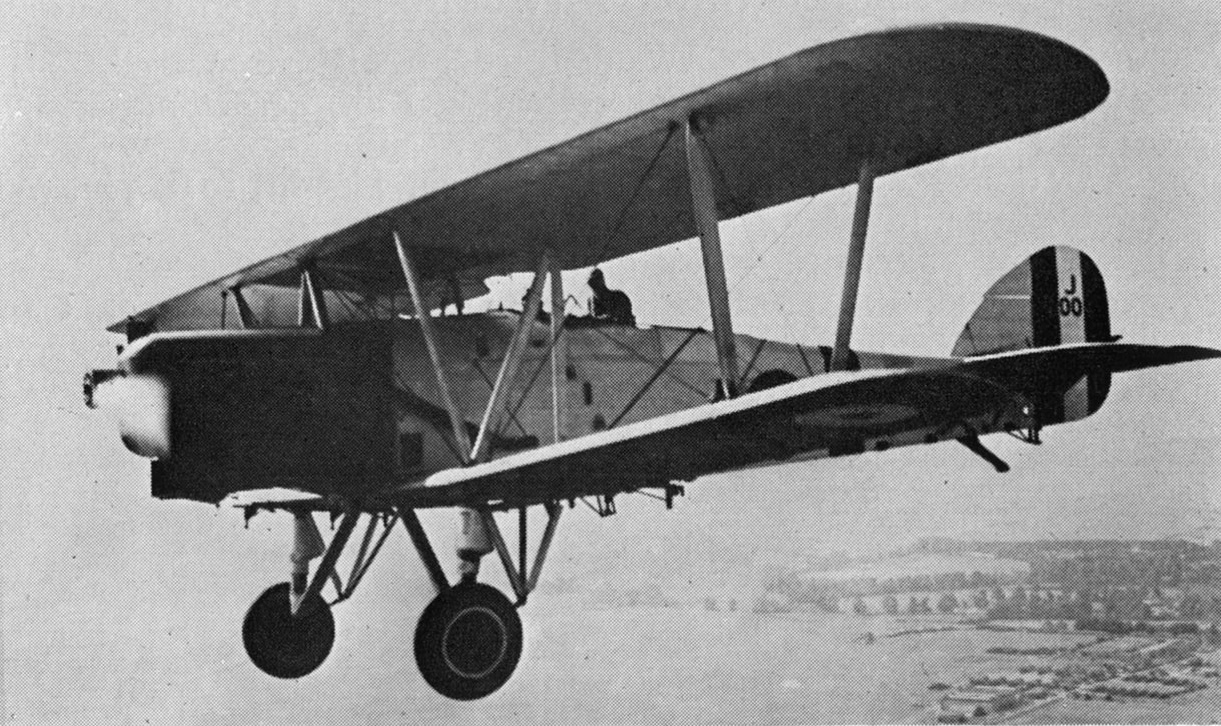
Sir Harry Broadhurst begann seine fliegerische Laufbahn auf Hawker Horsley-Torpedobombern.

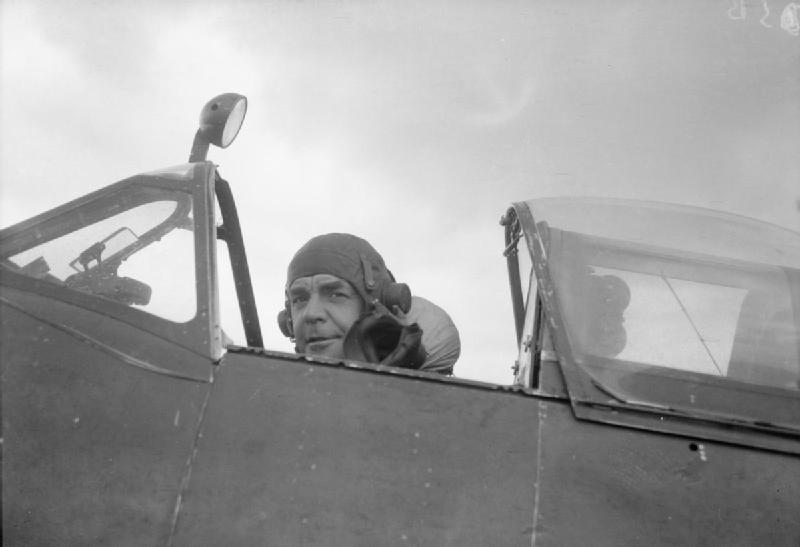
Harry Broadhurst als Pilot eines Supermarine Spitfire-Jagdflugzeuges.

Harry Broadhurst, Sohn von Hauptmann Harry Broadhurst, besuchte von 1915 bis 1923 die Portsmouth Grammar School und absolvierte danach eine Ausbildung zum Landvermesser. Durch Vermittlung seines Vaters trat er am 1. Mai 1925 als Leutnant (Second Lieutenant) in die zur Territorialarmee gehörende Hampshire Heavy Brigade der Royal Artillery ein. Am 1. Oktober 1926 wurde er zur Royal Air Force abgeordnet und absolvierte in der No. 11 Squadron RAF auf dem Militärflugplatz RAF Netheravon eine Pilotenausbildung auf Hawker Horsley-Torpedobombern. Er blieb nach Abschluss der Ausbildung am 8. August 1927 als Pilot in der No. 11 Squadron RAF und wurde dort am 1. Oktober 1927 Leutnant (Pilot Officer). Er besuchte vom 9. Januar bis zum 23. April 1928 einen Funkerlehrgang an der Electrical and Wireless School und gab am 1. Februar 1928 formell seine Zugehörigkeit zur Territorialarmee auf, nachdem er als Zeitsoldat (Short Service Commission) in RAF übernommen wurde. Nach seiner Beförderung zum Oberleutnant (Flying Officer) am 1. April 1928 absolvierte er zwischen dem 25. April und 18. Mai 1928 einen Elektroinstallationslehrgang an der Electrical and Wireless School und wurde im Anschluss am 29. Mai 1928 Fernmeldeoffizier der No. 11 Squadron RAF. Er besuchte vom 20. August bis zum 1. September 1928 einen Kurzlehrgang für Pflege und Wartung von Fallschirmen im Heimatflugzeugdepot (Home Aircraft Depot) und wurde am 29. Dezember 1928 mit der No. 1 Squadron RAF nach Britisch-Indien versetzt. Für seine Einsätze in der Grenzregion North West Frontier wurde er am 26. Juni 1931 erstmals im Kriegsbericht erwähnt (Mentioned in dispatches).
Nach seiner Rückkehr nach Großbritannien wurde Broadhurst am 13. April 1931 zunächst überplanmäßig in die Reserve des Luftwaffendepots versetzt sowie im Anschluss am 16. September 1931 als Pilot zur No. 41 Squadron RAF auf den Luftwaffenstützpunkt RAF Northolt, wo er am 1. Oktober 1931 eine Verlängerung seiner Dienstzeit als Zeitsoldat (Medium Service Commission) erhielt. Er absolvierte dort eine Umschulung auf dem einsitzigen Doppeldecker-Jagdflugzeug Bristol Bulldog und wurde am 1. Juni 1932 zum Hauptmann (Flight Lieutenant) befördert. Er gehörte zur Kunstflugstaffel auf dem Hendon Aerodrome und gewann zudem drei Mal die Sassoon Trophy in der Kategorie Luft-Luft-Gefecht. Neben seiner Verwendung als Pilot besuchte er zwischen dem 9. Februar und dem 1. März 1933 einen Lehrgang für Flugzeuginstrumente an der Zentralen Flugschule CFS (Central Flying School) sowie vom 18. September bis zum 21. November 1933 einen Pilotenlehrgang für Flugboote, wobei er diesen Lehrgang nicht abschloss. Er wurde stattdessen am 26. November 1933 Kommandeur eines Schwarms (Flight Commander) der mit Bristol Bulldog-Doppeldecker-Jagdflugzeugen ausgestatteten No. 19. Squadron RAF auf den Militärflughafen RAF Duxford und am 19. September 1934 zu einem vorübergehenden Einsatz auf dem Stützpunkt RAF Ismailia versetzt, wo er am 10. Oktober 1934 Kommandeur eines Zielschleppflugzeugschwarms (Target Towing Flight) wurde. Nach seiner Rückkehr am 9. Dezember 1934 wurde er im Januar 1935 wieder Kommandeur eines Schwarms der No. 19. Squadron RAF, die in der Folgezeit auf Gloster Gauntlet-Doppeldecker-Jagdflugzeuge umgerüstet wurde. Am 1. Juni 1936 wurde er im Dienstgrad eines Flight Lieutenant als Berufssoldat (Permanent Commission) in die RAF übernommen.
Am 13. November 1936 wurde „Broady“ Broadhurst Chefausbilder (Chief Ground Instructor) der No. 4 Flying Traing School (FTS) auf dem Stützpunkt RAF Abu Sueir und war dort nach seiner Beförderung zum Major (Squadron Leader) am 1. Juni 1937 seit dem 10. Juli 1937 überplanmäßig, ehe er am 12. Juli 1937 überplanmäßig im Luftwaffendepot eingesetzt war. Während dieser Zeit wurde ihm am 1. Februar 1937 das Air Force Cross (AFC) verliehen. Am 2. September 1937 wurde er Personalstabsoffizier der No. 2 Group RAF und besuchte im Anschluss zwischen dem 24. Januar und dem 29. September 1938 das Royal Air Force Staff College Andover. Nach einem anschließenden vorübergehenden Einsatz im Bomberkommando wurde er zwischen dem 6. Oktober und dem 17. Dezember 1938 beurlaubt und wurde im Anschluss kurzzeitig überplanmäßig zum Stab des Royal Air Force College Cranwell versetzt. 

### Zweiter Weltkrieg

#### Luftschlacht um England

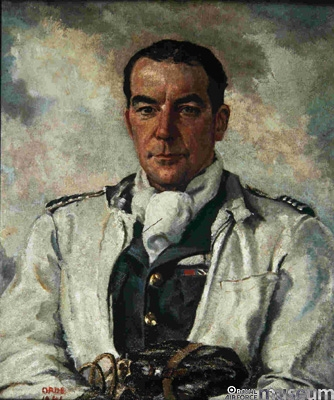
Harry Broadhurst (Gemälde von Cuthbert Orde, 1941)

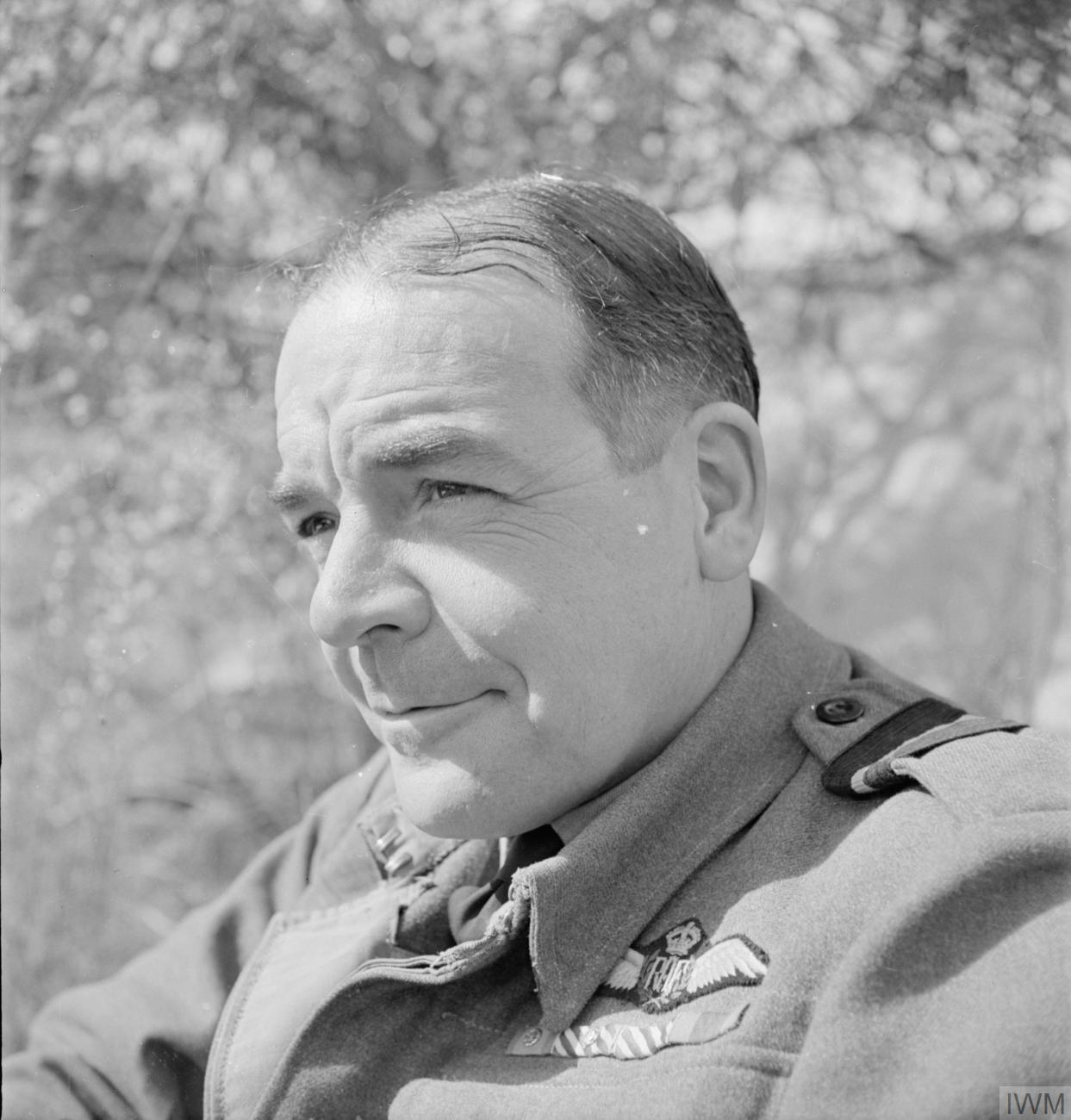
Harry Broadhurst als Kommandereur der Desert Air Force.

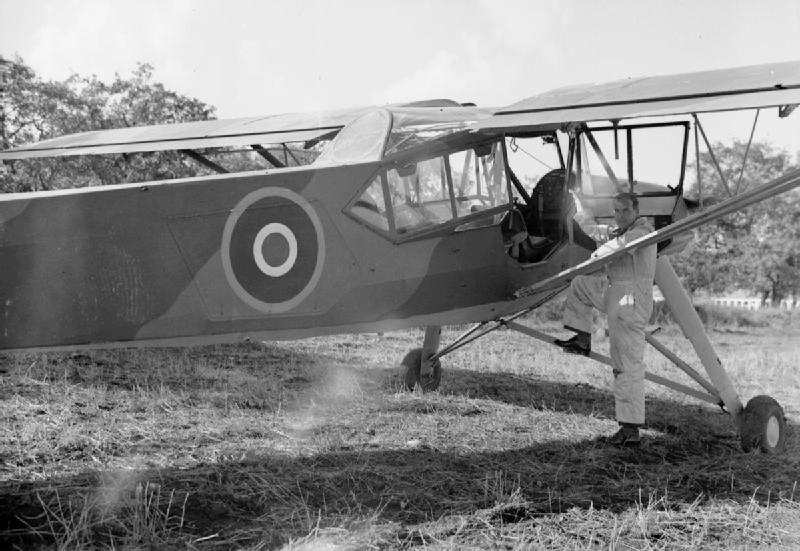
Broadhurst mit seinem Fieseler Fi 156 „Storch“-Verbindungsflugzeug.

Am 31. Dezember 1938 wurde Broadhurst designierter Kommandeur (Commanding Officer) der mit Hawker Hurricane-Jagdflugzeugen ausgerüsteten No. 111 Squadron RAF und übernahm diesen Posten am 17. Januar 1939 offiziell. Nach Beginn des Zweiten Weltkrieges eröffnete er am 29. November 1939 die Abschussliste der No. 111 Squadron, als er einen Heinkel He 111-Bomber der Luftwaffe hinter einer Wolkenbank entdeckte. Als der Bomber hinter einer Wolke abtauchte, hielt er die Verfolgung aufrecht und schoss diesen schließlich ab. Er wurde am 2. Januar 1940 mit dem Distinguished Flying Cross (DFC) geehrt und übernahm am 24. Januar 1940 den Posten als Stabsoffizier für Ausbildung (Wing Commander, Training) der No. 11 Group RAF. Anschließend war er zwischen dem 10. und dem 18. Mai 1940 kurzzeitig Kommandant des Luftwaffenstützpunktes RAF Coltishall sowie vom 18. bis 29. Mai 1940 Kommandeur der No 60 (Fighter) Wing Servicing Unit, ehe er zwischen dem 29. Mai und dem 20. Dezember 1940 Kommandant des Stützpunktes RAF Wittering.
Am 20. Dezember 1940 wurde Harry Broadhurst überplanmäßig zum Militärflughafen RAF Hornchurch versetzt und war zwischen dem 23. Dezember 1940 und dem 16. Oktober 1941 Kommandant dieses Stützpunktes. Während dieser Zeit wurde er am 17. März 1941 erneut im Kriegsbericht erwähnt sowie am 4. Juli 1941 auch mit dem Distinguished Service Order (DSO) ausgezeichnet. Er war umfassend an Einsätzen während der Luftschlacht um England beteiligt und flog oft mit den Staffeln unter seinem Kommando, sowohl Tag- als auch Nachtjägereinheiten. Als er das Kommando über RAF Hornchurch übernahm hätzte seine militärische Laufbahn am 4. Juli 1941 fast ein Ende haben können. Er führte die No. 54 Squadron RAF und war in eine Reihe von Gefechten mit deutschen Messerschmitt Bf 109-Jagdflugzeugen verwickelt. Zwei wurden abgeschossen, als er selbst getroffen und sein Flugzeug schwer beschädigt wurde. Nachdem er sich von einer Drehung auf rund 300 Meter erholt hatte, beschloss er, den Heimflug zu versuchen, doch über Cap Griz Nez wurde er erneut getroffen, diesmal von einer Flugabwehrkanone. Es gelang ihm jedoch, sein Supermarine Spitfire-Jagdflugzeug zurück zur Basis zu bringen, um eine perfekte Bauchlandung durchzuführen. Seine endgültigen Ansprüche wurden am 19. August 1941 geltend gemacht und seine gesamten Luftsiege auf 13 zerstörte, sieben wahrscheinliche und 10 beschädigte Flugzeuge erhöht. Darüber hinaus erfolgte am 1. September 1941 seine Ernennung zum Oberstleutnant im Kriegsdienst (Wing Commander (War Service)). 
Nach einer vorübergehenden Abordnung zwischen dem 16. Oktober und dem 1. Dezember 1941 beim britischen Luftwaffenstab in den USA war er nach seiner Rückkehr zwischen dem 1. Dezember 1941 und dem 12. Mai 1942 erneut Kommandant des Militärflugplatzes RAF Hornchurch. In dieser Zeit wurde ihm am 19. Dezember 1941 eine Spange (Bar) zum Distinguished Service Order verliehen. Am 12. Mai 1942 wurde stellvertretender Leitender Stabsoffizier SASO (Senior Air Staff Officer) der No. 11 Group RAF und war als solcher bis zum 31. Oktober 1942 für Angriffsoperationen und Ausbildung verantwortlich. Während dieser Zeit wurde er im Auftrag seines Kommandeurs, Air Vice-Marshal Trafford Leigh-Mallory, auch auf eine Verbindungsmission in die USA geschickt. Darüber hinaus erhielt er am 29. September 1942 eine Spange zum Distinguished Flying Cross. 

#### Afrikakrieg und Landung in der Normandie
Im Anschluss wurde er am 31. Oktober 1942 überplanmäßig zum Hauptquartier der Alliierten Luftstreitkräfte in der Libyschen Wüste (Western Desert Air Force) versetzt und war dort nach seiner Beförderung zum Oberstleutnant (Wing Commander) am 20. November 1942, die auf den 1. Oktober 1942 zurückdatiert wurde, zwischen dem 29. November 1942 und dem 31. Januar 1943 zunächst als Nachfolger von George Beamish Senior Air Staff Officer Chef des Stabes der Western Desert Air Force. Danach wurde Broadhurst am 31. Januar 1943 als kommissarischer Generalmajor (Acting Air Vice-Marshal) als Nachfolger von Arthur „Mary“ Coningham selbst Kommandeur AOC (Air Officer Commanding) der Western Desert Air Force sowie vom 10. Juli 1943 bis zu seiner Ablösung durch William Forster Dickson am 21. März 1944 Kommandeur der daraus hervorgegangenen Wüsten-Luftstreitkräfte (Desert Air Force). Während er in der Wüste war besichtigte er mit einem erbeutete Fieseler Fi 156 „Storch“-Verbindungsflugzeug, das mit britischen Markierungen bemalt war, die unter seinem Kommando stehenden Einheiten. Während dieser Zeit erhielt er am 29. Mai 1943 den Rang eines Obersts im Kriegsdienst (Group Captain (War Service)) sowie am 31. Januar 1944 auch als Brigadegeneral im Kriegsdienst (Air Commodore (War Service)).
Mit dem Aufbau der Streitkräfte und der Vorbereitung für die Operation Overlord, der am 6. Juni 1944 durchgeführten Landung der Alliierten in der Normandie, wurde Broadhurst am 25. März 1944 Kommandeur der No 83 (Composite) Group RAF als Teil der Zweiten Taktischen Luftflotte (RAF Second Tactical Air Force). Während der Operation gehörten er und seine Geschwader zu den ersten Einheiten der Alliierten Expeditionsluftstreitkräfte AEAF (Allied Expeditionary Air Force), die vom Kontinent aus operierten. Er benutzte weiterhin den Fieseler Fi 156 „Storch“, um seine Einheiten zu besuchen und die STOL-Fähigkeit voll auszunutzen. Sein persönliches Transportmittel fand jedoch Anfang 1945 ein etwas schändliches Ende, als er beim Start von Evere einen Motorschaden erlitt. Beim Versuch, das Flugzeug auf dem nächstgelegenen verfügbaren Bereich, dem Dach eines Hangar, zu landen, stürzte das Dach ein. Der Hangar war zuvor durch einen Brand zerstört worden, was zur Zerstörung des Fieseler Fi 156 „Storch“ führte. Harry Broadhurst selbst wurde unverletzt und neben dem Flugzeug stehend gefunden. In dieser Verwendung erhielt er am 11. April 1944 das Offizierskreuz der Legion of Merit und wurde am 15. August 1944 auch Companion des Order of the Bath (CB). Außerdem wurde er am 1. Dezember 1944 zum Oberst (Group Captain) befördert.

### Nachkriegszeit, Aufstieg zumAir Chief Marshalund Wirtschaftsmanager

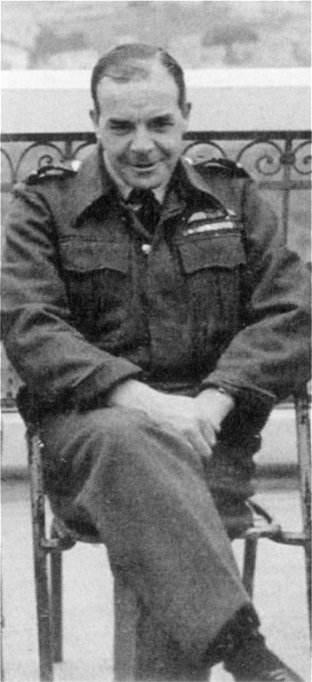
Air Vice-Marshal Harry „Broady“ Broadhurst

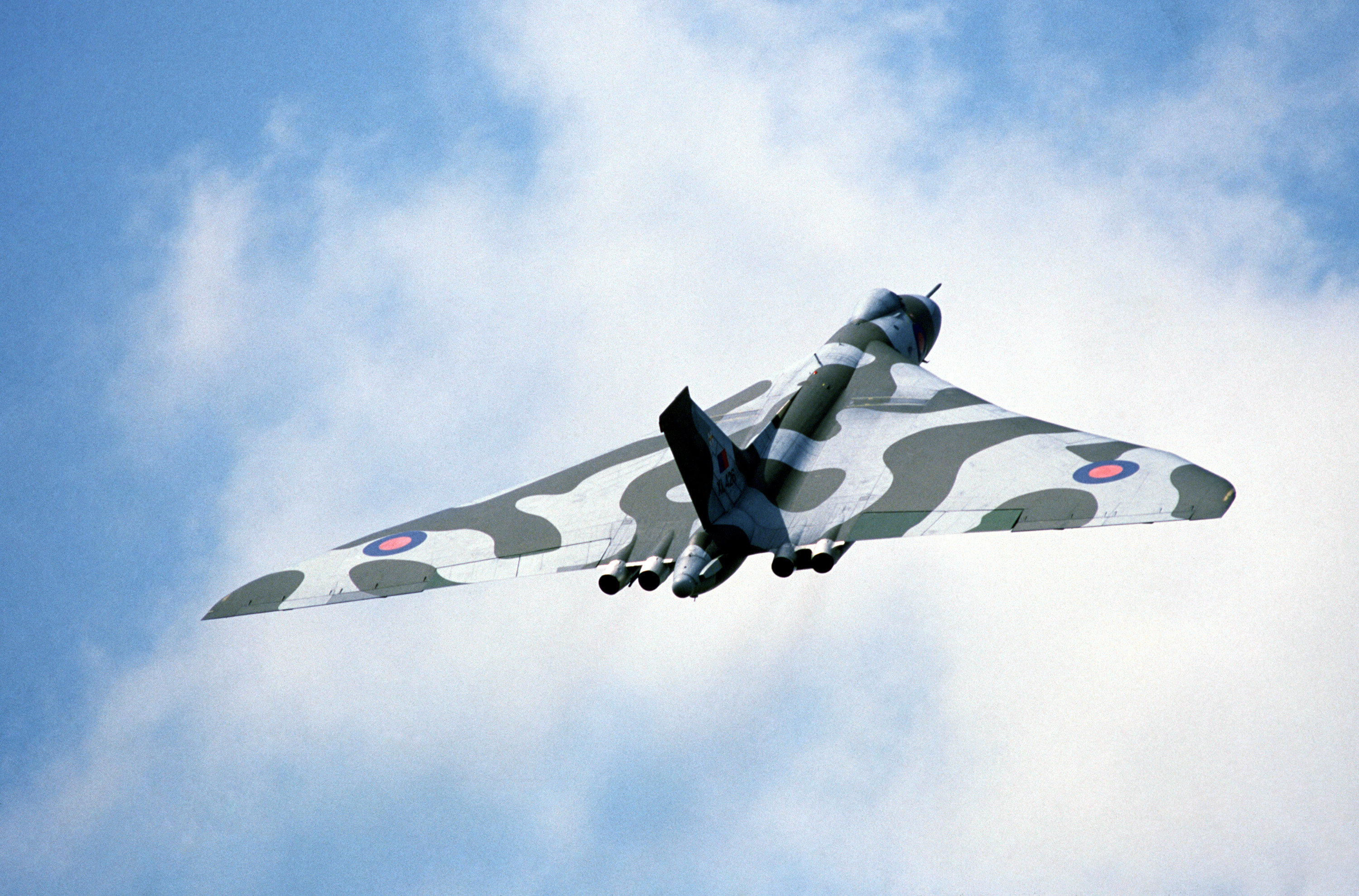
Während Broadhursts Dienstzeit als Oberkommandierender des RAF Bomber Command kam es 1956 zur Einführung der strategischen Bomber vom Typ Avro Vulcan.

Nach Kriegsende wurde Harry „Broady“ Broadhurst am 5. Juli 1945 zum Knight Commander des Order of the British Empire (KBE) geschlagen und führte seither den Namenszusatz „Sir“. Am 1. September 1945 wurde er kurzzeitig überplanmäßig zum Personalverteilungszentrum (No 9 Personnel Despatch Centre) abgeordnet und war danach zwischen dem 2. und dem 20. September 1945 beurlaubt, ehe er am 21. September 1945 überplanmäßig zum Hauptquartier des Luftkampfkommandos (RAF Fighter Command) abgeordnet wurde. Dort war er zwischen dem 24. September 1945 und dem 4. Juli 1946 Verwaltungsstabsoffizier AOA (Air Officer Administration) des RAF Fighter Command. Er wurde dort am 1. Januar 1946 abermals im Kriegsbericht erwähnt. Nachdem er vom 4. Juli bis zum 1. August 1946 noch überplanmäßig im RAF Fighter Command verblieb, wurde er am 1. August 1946 Kommandeur AOC (Air Officer Commanding) der No. 61 Group RAF und behielt diese Funktion Jahre lang bis zum 3. Januar 1949. Er erhielt dort am 1. Juli 1947 seine Beförderung zum Brigadegeneral (Air Commodore) und wurde am 31. Oktober 1947 Großoffizier des Ordens von Oranien-Nassau. Des Weiteren besuchte er zwischen dem 19. und 23. Juli 1948 einen Sonderlehrgang für Führungsoffiziere an der Schule für kombinierte Einsätze (School of Combined Operations) in Fremington.
Nachdem Broadhurst zwischen dem 3. und 7. Januar 1949 überplanmäßig im Referat für Kommandeurs- und Stabsausbildung des Luftwaffenstabes tätig war, absolvierte er vom 11. Januar 1949 bis zum 1. Januar 1950 das Imperial Defence College (IDC) in London und wurde in dieser Zeit am 1. Juli 1949 formell zum Generalmajor (Air Vice-Marshal) befördert, den Dienstgrad, den er zwischen dem 31. Januar 1943 und dem 4. Juli 1946 bereits als jüngster Offizier im Kriegsdienst innehatte. Er wurde am 1. Januar 1950 zunächst überplanmäßig im Luftfahrtministerium (Air Ministry) abgeordnet und war im Anschluss vom 3. Februar 1950 bis zum 1. März 1952 als Senior Air Staff Officer (SASO) Chef des Stabes der britischen Luftstreitkräfte im besetzten Deutschland (British Air Forces of Occupation). Am 9. April 1952 wurde er überplanmäßig ins Luftfahrtministerium in den Stab des stellvertretenden Chef des Luftwaffenstabes abgeordnet und war daraufhin vom 19. April 1952 bis zum 4. November 1953 Assistierender Chef des Luftwaffenstabes für Operationen (Assistant Chief of the Air Staff (Operations)). Nachdem er anschließend noch weiter im Luftfahrtministerium überplanmäßig eingesetzt war, wurde er am 3. Dezember 1953 Nachfolger von Air Chief Marshal Sir Robert Mordaunt Foster als Oberkommandierender der Zweiten Taktischen Luftflotte 2TAF (RAF Second Tactical Air Force), die im September 1951 aus den British Air Forces of Occupation hervorging. Er bekleidete diese Funktion bis zum 22. Januar 1956 und wurde daraufhin von Air Marshal Percy Bernard, 5. Earl of Bandon, abgelöst. In dieser Zeit wurde er am 1. Januar 1954 zum Generalleutnant (Air Marshal) befördert und am 1. Januar 1955 auch zum Knight Commander des Order of the Bath (KCB) geschlagen.
Am 22. Januar 1956 übernahm Sir Harry Broadhurst von Air Marshal George Holroyd Mills den Posten als Oberkommandierender des Bomberkommandos (Air Officer Commanding-in-Chief, RAF Bomber Command) und bekleidete diesen bis zum 20. Mai 1959, woraufhin Air Marshal Kenneth Brian Boyd Cross seine dortige Nachfolge antrat. Seine Ernennung zum Oberkommandierenden des Bomberkommandos hing unter anderem mit der Einführung der strategischen Bomber vom Typ Avro Vulcan zusammen, die es erforderte, das Bomberkommando mit Personal zu besetzen, das über Erfahrung mit ehemaligen Jagdkommandos verfügte. Harry Broadhurst wurde daher zum Oberkommandierenden ernannt, dessen Aufgabe es war, eine Streitmacht zu schaffen, die im Falle eines Atomangriffs schnell reagieren kann. Im Oktober 1956 wurde beschlossen, Großbritanniens neuesten V-Bomber, den Vulcan, vorzuführen, indem er einen auf eine Welttournee schickte. Als Oberkommandierender nahm Harry Broadhurst als Co-Pilot teil. Nach einer erfolgreichen Tour stieß das Flugzeug XA897 bei seiner Rückkehr nach Großbritannien auf Nebel, doch anstatt auf einen anderen Flugplatz umzuleiten, beschloss der Pilot, eine Landung in Heathrow zu versuchen, wo die Empfangsparty stattfand. Unerfahren mit Heathrow, dem heutigen großen Flughafen London Heathrow, landete das Flugzeug kurz und riss sein Fahrwerk ab. Der Pilot und Broadhurst konnten aussteigen, aber leider kamen die verbleibenden vier Besatzungsmitglieder bei dem folgenden Absturz ums Leben. Ein Jahr später saß Broadhurst erneut auf dem Co-Pilotensitz eines Avro Vulcan-Bomber, der von Wing Commander F. L. Dodd befehligt wurde. Sie starteten um 14:30 Uhr auf dem Stützpunkt RAF Waddington und landeten um 16:37 Uhr in Neapel, nachdem sie die 1.121 Meilen in 1 Stunde 50 Minuten mit einer Durchschnittsgeschwindigkeit von 615 Meilen pro Stunde zurückgelegt hatten. Des Weiteren kam es während seiner Dienstzeit zur Einführung des Schnellreaktionsalarms, bei dem V-Bomber in Bereitschaft gehalten wurden und innerhalb von vier Minuten nach Empfang des „Scramble“-Signals in der Luft sein konnten. Als Oberkommandierender des Bomberkommandos erfolgte am 14. Februar 1957 auch seine Beförderung zum General (Air Chief Marshal). 
Zuletzt wurde Air Chief Marshal Sir Harry „Broady“ Broadhurst am 20. Mai 1959 wieder Nachfolger von Air Chief Marshal George Holroyd Mills Oberkommandierender der Alliierten Luftstreitkräfte der NATO in Mitteleuropa AAFCE (Commander, Allied Air Forces Central Europe). Er wurde für seine langjährigen Verdienste am 1. Januar 1960 zum Knight Grand Cross des Order of the Bath (GCB) erhoben. Er blieb Kommandeur der AAFCE bis zu seiner abermaligen Ablösung durch Air Chief Marshal Percy Bernard, 5. Earl of Bandon, am 1. März 1961. Er selbst schied am 1. März 1961 aus dem aktiven Militärdienst aus, da er einen Posten im Luftfahrtministerium nicht mehr übernehmen wollte.
Stattdessen wechselte Broadhurst in die Wirtschaft und war zunächst zwischen 1961 und 1966 Geschäftsführender Direktor des Flugzeugbauunternehmens A.V. Roe and Company Ltd. in Manchester. Zugleich wurde er 1961 Vorstandsmitglied des Luft- und Raumfahrttechnikunternehmens Hawker Siddeley Aviation Ltd., die 1963 A.V. Roe and Company Ltd. übernahm. Er fungierte daraufhin zwischen 1965 und 1976 als stellvertretender Geschäftsführender Direktor von Hawker Siddeley Aviation Ltd. sowie zuletzt von 1968 bis 1976 auch als Direktor und Vorstandsmitglied der Hawker Siddeley Group Ltd. Daneben engagierte er sich als Vize-Vorsitzender, Vorsitzender und stellvertretender Vorsitzender des Verbandes der britischen Flugzeugindustrie (Society of British Aircraft Manufacturers).

## Hintergrundliteratur
- Tony Blackman: Vulcan Test Pilot: My Experiences in the Cockpit of a Cold War Icon. Grub Street, London 2007, ISBN 978-1-904943-88-4.
- Christopher Shores, Clive Williams: Aces High. Grub Street, London 1994, ISBN 978-1-898697-00-8.